# Тургиново (село)
Тургиново (рос. Тургиново) — село в Калінінському районі Тверської області Російської Федерації.
Населення становить 590 осіб. Входить до складу муніципального утворення Тургиновське сільське поселення.

## Історія
Від 2005 року входить до складу муніципального утворення Тургиновське сільське поселення.

## Населення
| 1859 | 1886 | 1939 | 1959 | 1997 | 2002 | 2008 |
| ---- | ---- | ---- | ---- | ---- | ---- | ---- |
| 392  | ↗529 | ↗911 | ↗950 | ↘864 | ↗872 | ↘693 |
| 2010 |      |      |      |      |      |      |
| ↘590 |      |      |      |      |      |      |